# Ferrocarril de Chiloé
El ferrocarril de Chiloé fue un ferrocarril de trocha angosta en la Isla Grande de Chiloé, Chile, que funcionó entre 1912 y 1960.  Conectó las ciudades de Castro y Ancud, y también contó con un ramal de carga hacia el antiguo muelle de Lechagua.

## Historia

### Construcción
Hasta antes de la construcción del tren, la única vía de transporte terrestre entre Ancud y Castro —las dos principales ciudades de la isla— era a través del antiguo Camino de Caicumeo, abierto a finales del siglo XVIII.
La primera vez que se menciona la idea de construir un tren en Chiloé es durante el año 1899, cuando es sugerida por el entonces senador Ramón Rozas. No obstante, la idea es descartada por motivos económicos.
En 1905 el Congreso chileno encarga los primeros estudios, y en 1907 se encarga al consorcio franco-belga Societe Chemin de Fer du Chili su redacción definitiva. Sobre este proyecto, los trabajos comienzan finalmente el 6 de febrero de 1909 con una ceremonia en la futura estación Ancud.
La construcción tomó tres años y la línea fue finalmente inaugurada el 2 de abril de 1912, constando con una red de 88,4 kilómetros entre Ancud y Castro, y 8,4 kilómetros adicionales en el ramal Ancud-Lechagua.  La operación normal comenzó el 27 de julio de ese año. El 28 de agosto de 1923 se autorizan los trabajos para la instalación de la red de agua potable de la estación Ancud.

### Funcionamiento
El ferrocarril constaba de una trocha angosta de 60 cm, y para sortear los accidentes geográficos de la isla se debieron construir tres puentes (San Antonio, Puntra y Butalcura) y quince viaductos.  Asimismo, el ramal a Lechagua estuvo asociado a la construcción de un muelle de 152 m de largo, que se proyectaba como el punto de partida de una gran ciudad portuaria en esa localidad.
Durante los primeros años, el viaje entre Ancud y Castro tomaba cinco horas y eran frecuentes los descarrilamientos producto de la poca experiencia ferroviaria en la isla.
Las estaciones originales de la línea principal, tal como las describe Luis Mansilla Vidal en 1914, eran las siguientes:
- Ancud, km 0
- Pupelde, km 7,9
- Coquiao, km 18,9
- Puntra, km 36,2
- Butalcura, km 52
- Mocopulli, km 67,5
- Pid-Pid, km 77,4
- Castro, km 88,4

No obstante, con los años las paradas irían sufriendo modificaciones, agregándose las estaciones Piruquina (entre Mocopulli y Pid-pid), Llau-llau (entre Ten-ten y Pid-Pid) y Ten-ten (entre Llau-llau y Castro).
En el plan inicial, también se contaba la expansión futura de la vía hasta Quellón, y la construcción de un ramal desde Mocopulli a Dalcahue. No obstante, los problemas en la operación imposibilitaron estos proyectos, que nunca se vieron concretados.
En la década de 1940 comenzó a operar un servicio de buscarril, conocido localmente como «góndola», que acortó el tiempo de viaje.

### Desaparición
Durante toda su existencia, el ferrocarril tuvo que lidiar con numerosos problemas, entre ellos los constantes derrumbes y anegamientos de vía, la falta de mantención y material rodante deficiente. Asimismo, su operación no generó el desarrollo económico esperado, debido a su lejanía de poblados —la vía iba por el interior de la isla y no por la costa oriental, donde se concentraba la población— y a que la trocha de 60 cm no permitió el transporte de volúmenes de carga que lo hiciera rentable. A fines de la década de 1950 también se sumó la construcción de la Carretera Panamericana y la entrada en funcionamiento de servicios de buses, lo que agravó la situación económica del ferrocarril (solo en 1958 —según cifras de la Subsecretaría de Transportes— los ingresos por conceptos de pasaje, equipaje y carga cubrirían solo el 11 % de los gastos totales durante ese periodo). Dada esta situación, en febrero de 1958 EFE confirmó que la vía sería clausurada y levantada, por lo que en los meses siguientes redujo la frecuencia a tres salidas mixtas a la semana.
El 28 de febrero de 1959 se realizó el último viaje del tren de pasajeros. aunque continuaron operando trenes de carga y el servicio de buscarril. Ese año también se había fijado el 1 de enero de 1960 como fecha de clausura del ferrocarril, pero hacia abril de 1960 aún había locomotoras que circulaban por la vía.
Finalmente, el cierre definitivo llegó el 22 de mayo de 1960 con el terremoto de Valdivia: el enorme movimiento sísmico provocó parte de la vía se hundiera bajo las aguas y destruyó varios de los puentes, por lo que la línea se volvió inoperable. Casi un mes después del terremoto, diría La Cruz del Sur: «La destrucción del carril fue tal, que ha hecho inútil la dictación del Decreto del levantamiento de la red como estaba anunciado repetidas veces con nuevos plazos de postergaciones a pedido de las autoridades y esferas regionales de Chiloé».

## Conservación y memoria

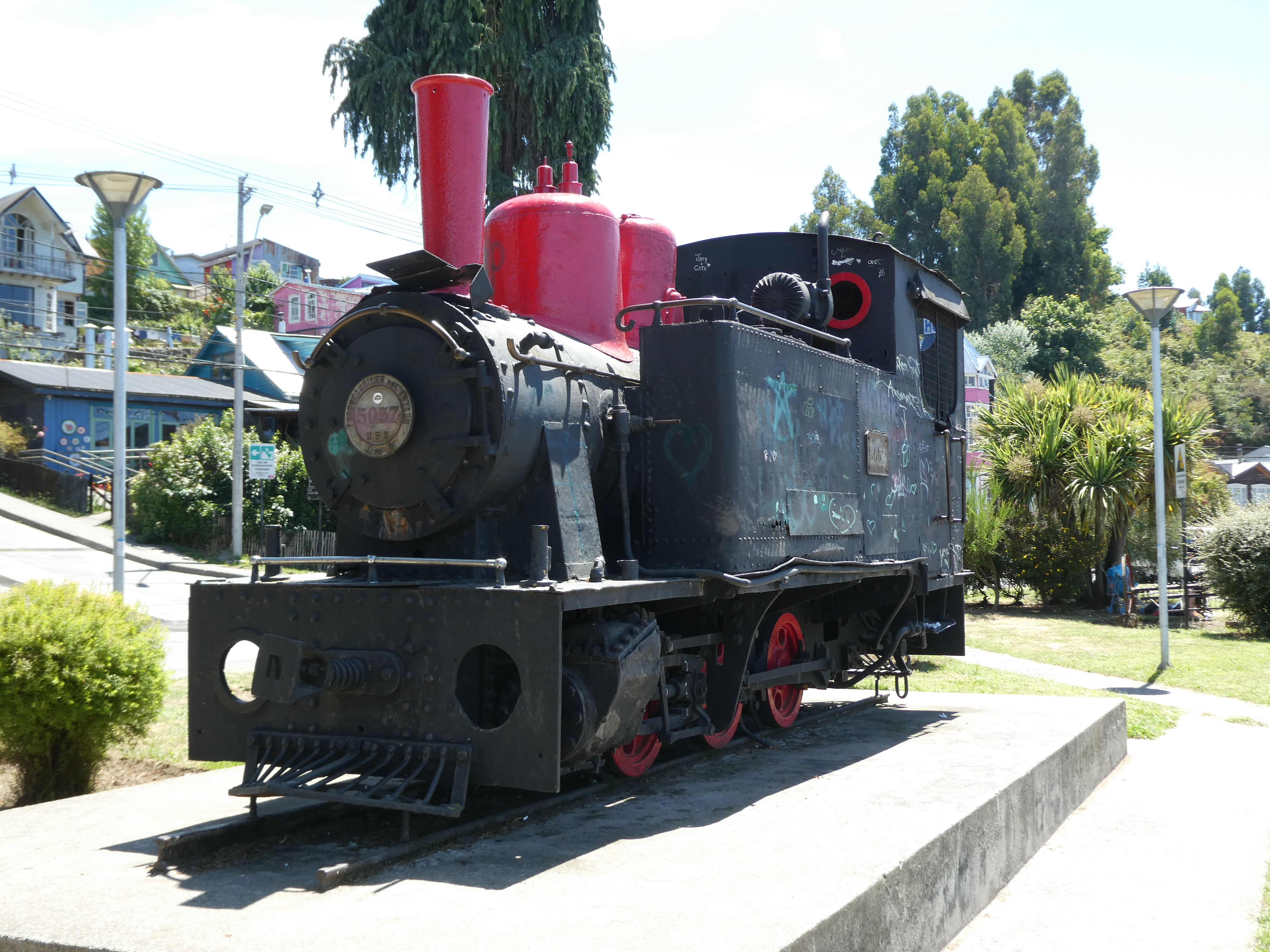
Locomotora de vapor 5057, en Castro.

En 1986 Gustavo Boldrini publicó el texto El tren de Chiloé, uno de los primeros trabajos dedicados al rescate de la memoria del ferrocarril. Veinte años después, en 2008, se filmó el documental El Camahueto de Hierro, primer trabajo audiovisual en torno al tema. Un segundo trabajo de este género se presentó en 2022 bajo el nombre de Vestigios de un viaje ancuditano: el ferrocarril de Chiloé.
El 24 de agosto de 2016 fue presentada ante el Consejo de Monumentos Nacionales una solicitud para declarar Monumento Nacional a un conjunto de bienes ferroviarios pertenecientes al desaparecido ferrocarril de Chiloé: la exestación de trenes de Ancud, el puente Butalcura de Dalcahue y la locomotora Henschel 5057 en Castro. La declaratoria oficial como Monumento Nacional ocurrió el 7 de enero de 2022, siendo publicada en el Diario Oficial de la República de Chile el 3 de febrero.

## Fotos históricas

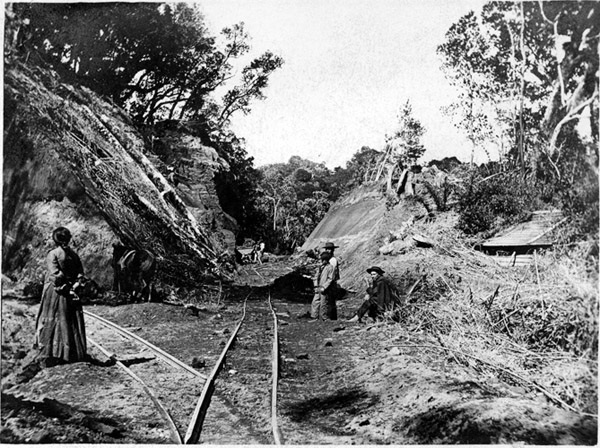
Incisión
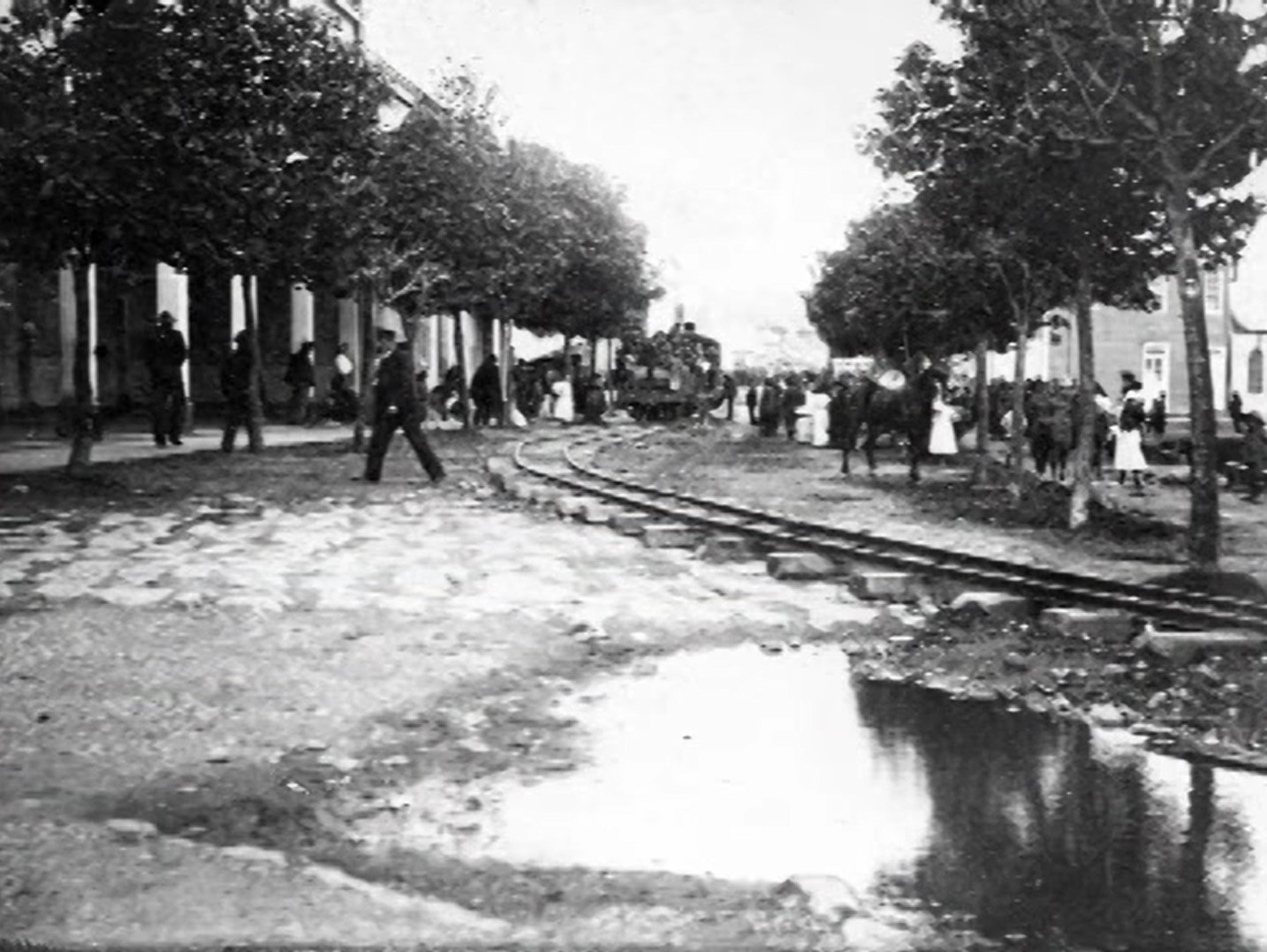
Construcción
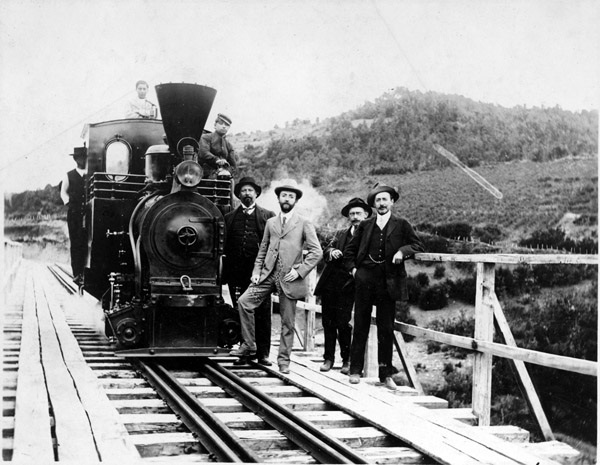
La foto del grupo
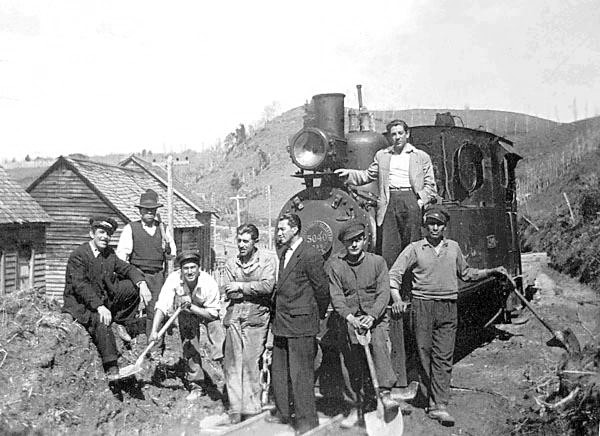
La foto del grupo
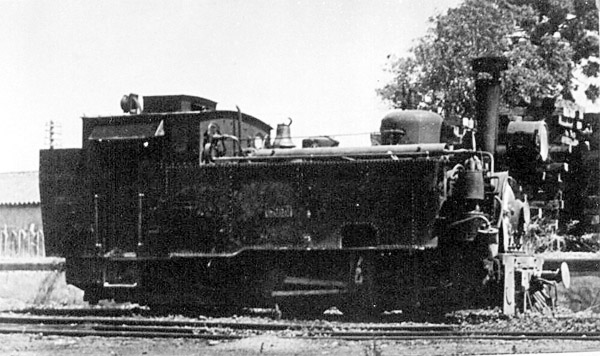
Locomotora a vapor n° 5039
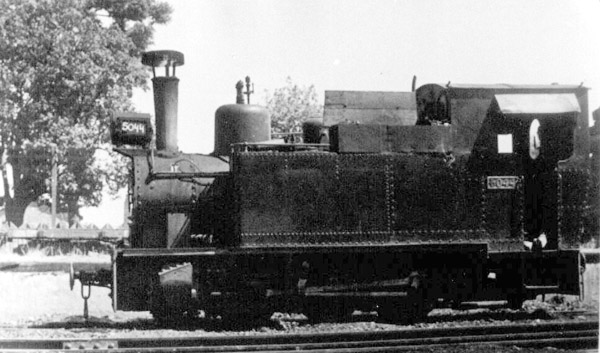
Locomotora a vapor n° 5044
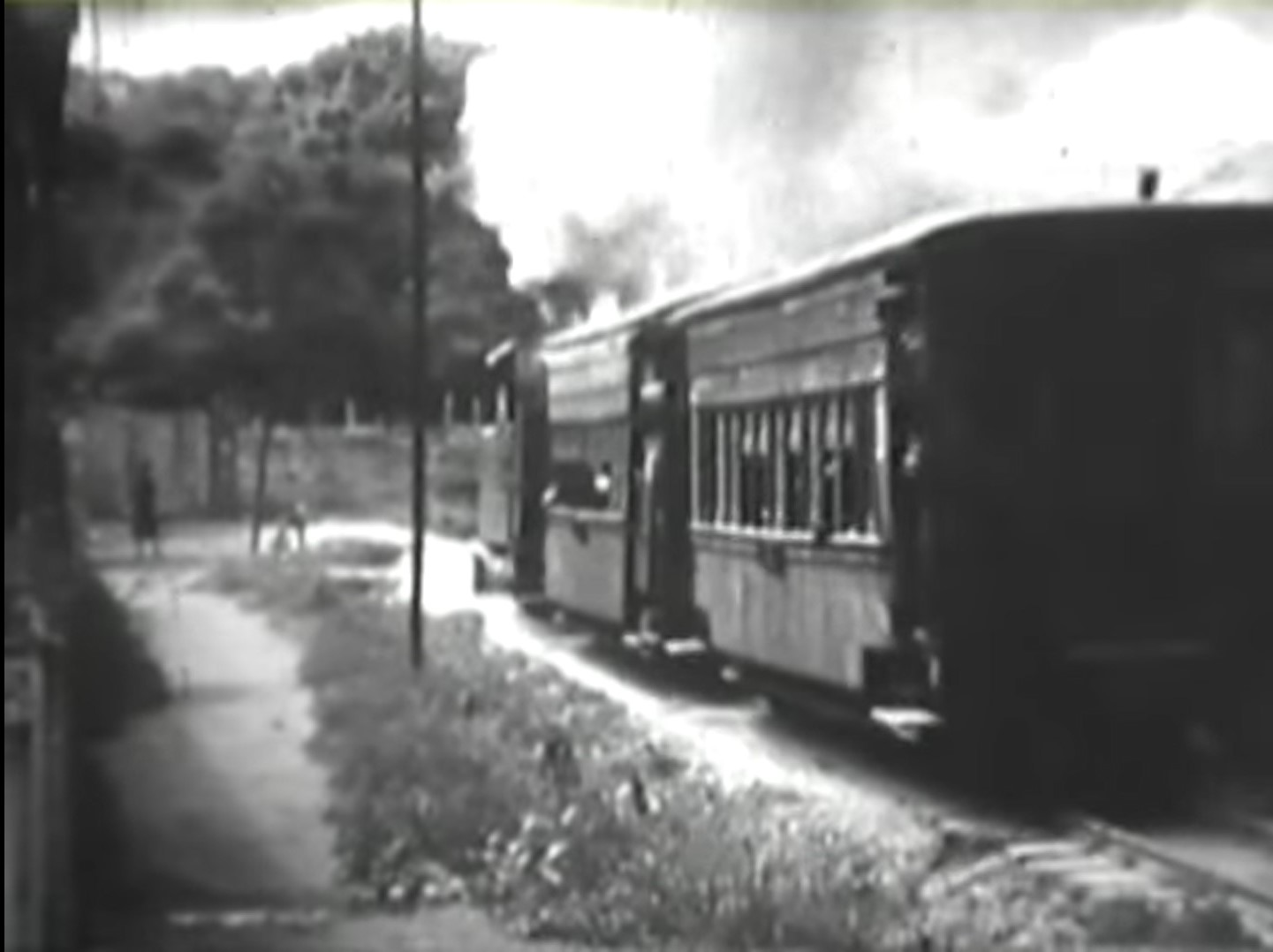
Tren de pasajeros
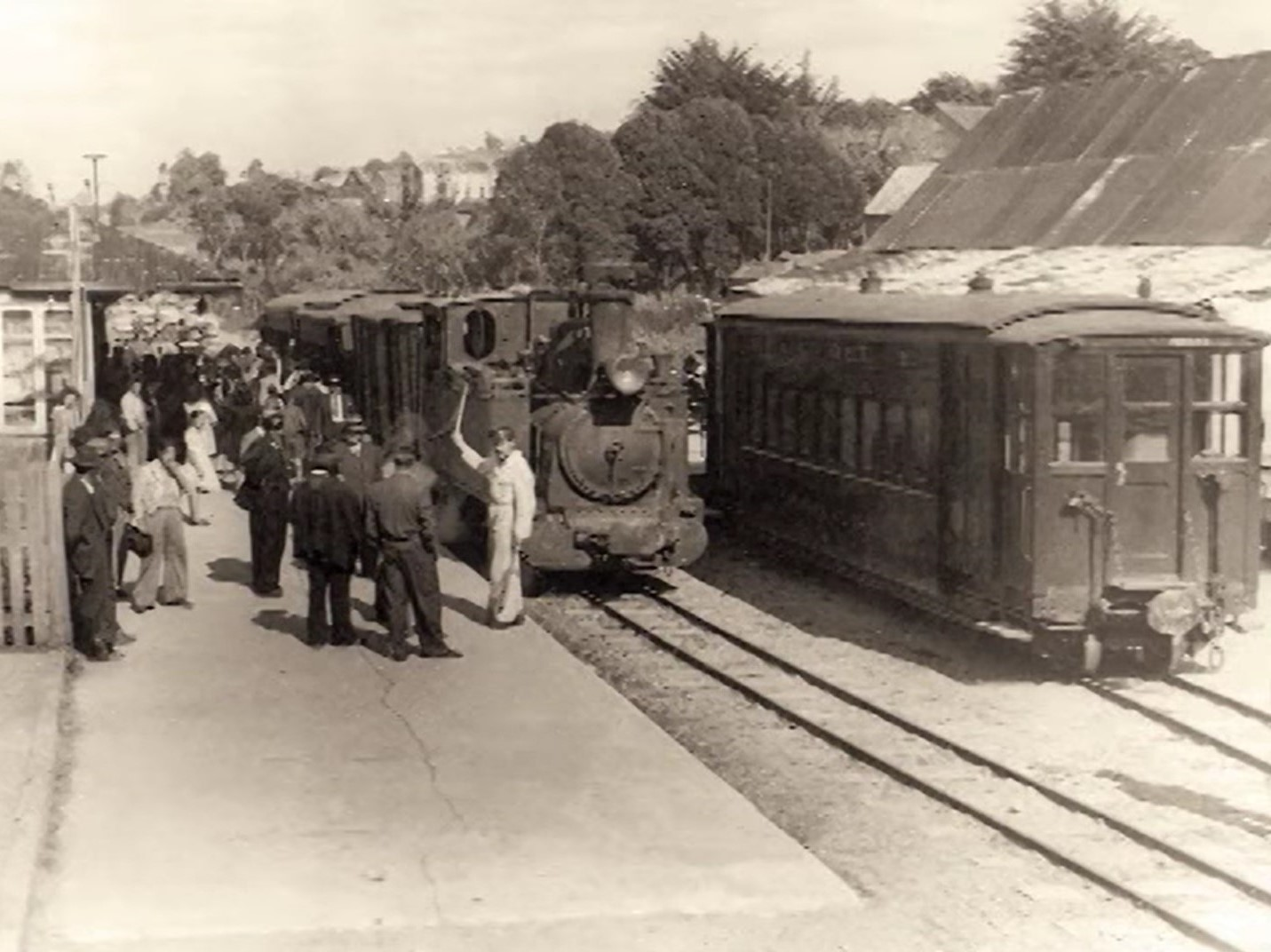
Estación de tren de Ancud
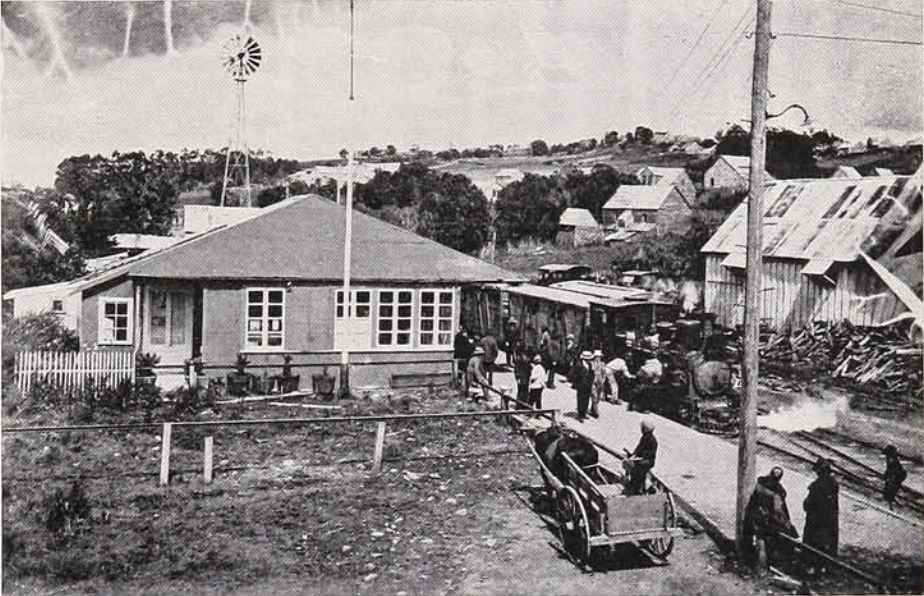
Estación de Ancud
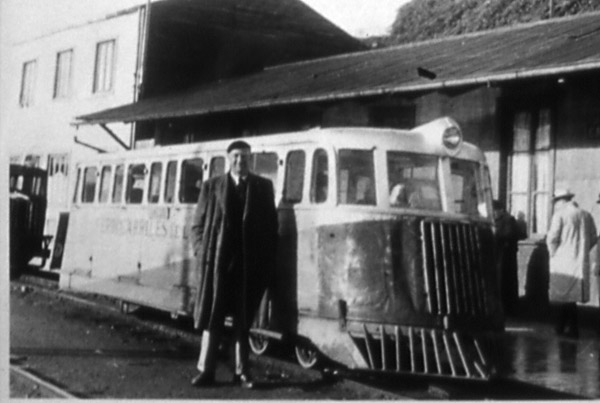
Bus-carril o góndola en la estación Castro
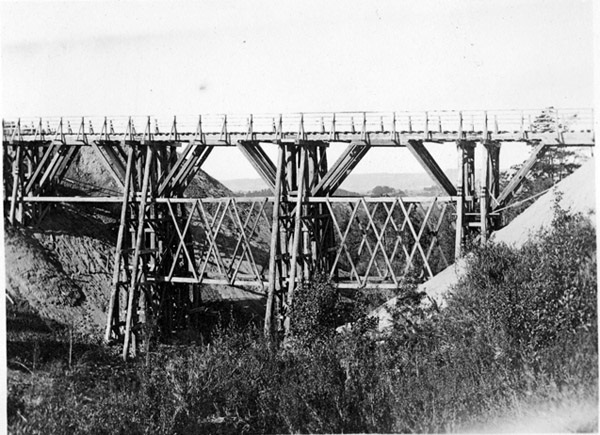
Puente